# Kokibéka
A kokibéka (Eleutherodactylus coqui)   a kétéltűek (Amphibia) osztályába és  a békák (Anura) rendjébe és a füttyentőbéka-félék (Leptodactylidae) családjába tartozó faj.

## Előfordulása
A kokibéka Puerto Rico területén honos. Nagyon fontos szerepe van a helyi kultúrában, ráadásul Puerto Rico nem-hivatalos területi szimbóluma.
Gyakran megtalálható antropogén, azaz emberi környezetben. Korlátlan élőhelyigénye miatt gyakran fordul elő otthonokban és parkokban. Természetes élőhelye 1200 méteres tengerszint feletti magasságig a hegyi erdők, valamint a száraz erdők. A talajtól a lombkoronáig az erdő minden szintjén megtalálható.
Betelepítették az Amerikai Egyesült Államokba (Hawaii, Florida), Kolumbiába és a Virgin-szigetekre.

## Megjelenése
A faj magas, vékony „ko-ki” hangzású hívóhangjáról kapta a nevét. Testhossza 24−55 mm. Testtömege 54−117 g.

## Életmódja
A kokibéka éjjel aktív, famászó békafaj. Főként rovarokat fogyaszt, még a kis békákat sem veti meg. Kevesebb, mint 1 évig él.

## Szaporodása
A nőstény 3−45 petéjét szárazon rakja le, és azok közvetlenül fejlődnek kis békává.